# Carlos Calvo (historiker)

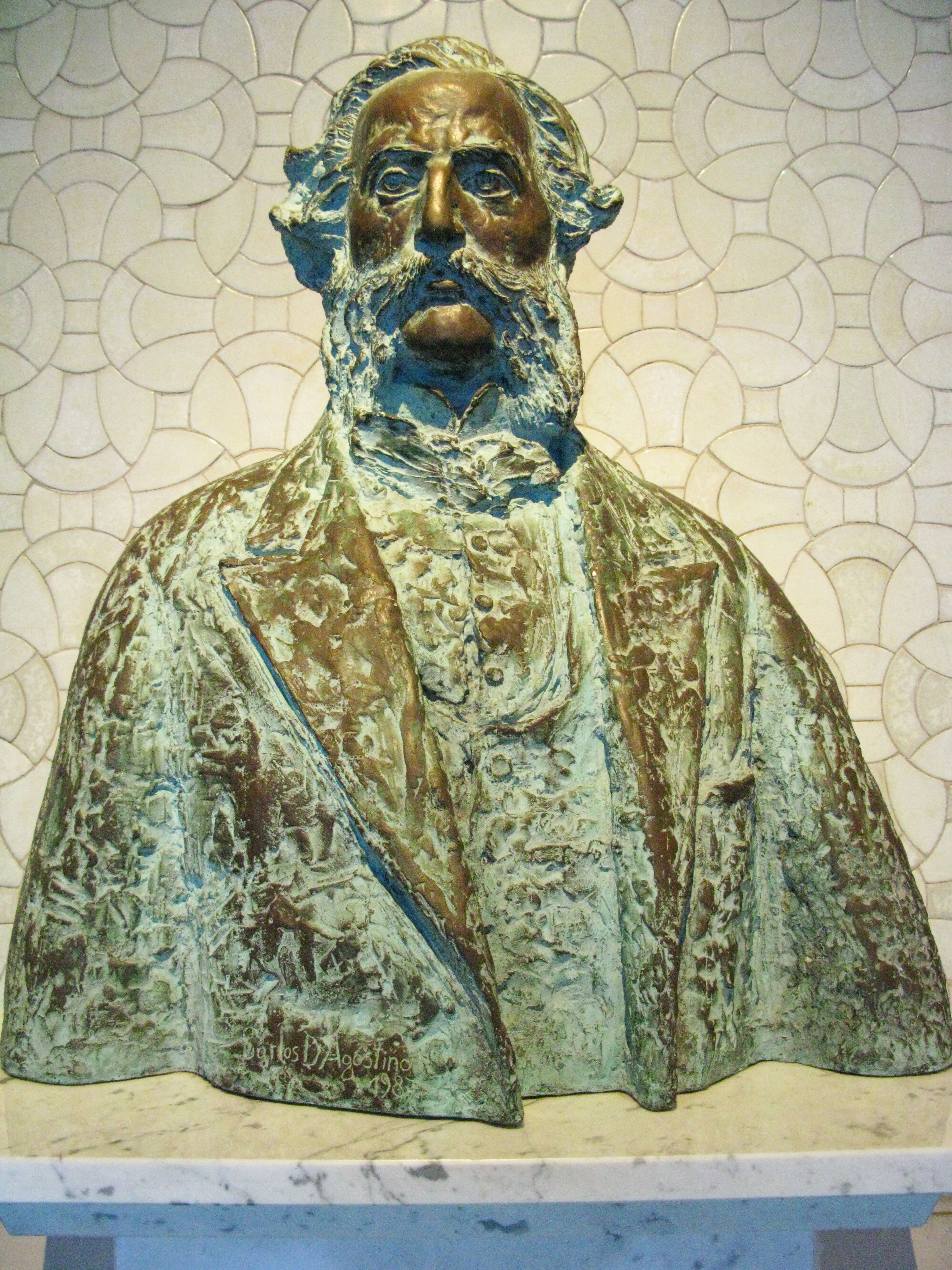
Carlos Calvos byst i Fredspalatset i Haag.

Carlos Calvo, född den 26 februari 1824 i Buenos Aires, död den 2 maj 1906 i Paris, var en argentinsk rättslärd och historiker.
Calvo var efter vartannat Argentinas minister i Paris. London och (från 1884) i Berlin. På statsrättens område skapade han sig ett framstående namn genom arbetet Le droit international théorique et pratique (1868; 5:e upplagan i 6 band 1896). Bland hans övriga arbeten märks: Une page du droit international (om Sydamerika från folkrättslig synpunkt, 1864), Annales historiques de la révolution de l'Amérique latine (5 band, 1864–1875), Manuel de droit international public et privé (2:a upplagan 1882) och Dictionnaire manuel de diplomatie et de droit international public et privé (1885). Calvo inlade också stor förtjänst som utgivare av Recueil complet des traités, conventions, capitulations, armistices et autres actes diplomatiques de tous les états de l'Amérique latine, compris entre le golfe de Mexique et le Cap de Horn (11 band, 1862–1869, med många bilagor; även på spanska). Calvo blev 1869 korresponderande ledamot av franska institutet. Han var en av stiftarna av Institut de droit international.